# Hvalvatn
Hvalvatn – jezioro w Islandii, leży około 8 km na wschód od Hvalfjörður i 45 km na północny wschód od Reykjavíku.
Ma powierzchnię 4,1 km². Z głębokością dochodzącą do 180 m jest drugim najgłębszym jeziorem w Islandii. Znajduje się na wschód od wulkanu Hvalfell i na północ od góry Botnssúlur.
Rzeka Botnsá wypływa z jeziora i niedaleko Hvalfell spada o 196 m w postaci wodospadu Glymur. Jest to największy wodospad Islandii. Można się do niego dostać trasami turystycznymi.

### Zdjęcia
- Jezioro Hvalvatn widziane od Botnssúlur (ang.)
- Jezioro Hvalvatn i góra Hvalfell (ang.)